# Os Delinquentes
Os Delinquentes (em castelhano:  Los delincuentes) é um filme de assalto e comédia dramática, escrito e dirigido por Rodrigo Moreno e produzido por Ezequiel Borovinsky. É estrelado por Daniel Elías e Esteban Bigliardi. O filme é uma coprodução entre Argentina, Brasil, Chile e Luxemburgo.
Teve sua estreia mundial na seção Un Certain Regard do 76º Festival de Cinema de Cannes em 18 de maio de 2023. Foi escolhido como o representante argentino da categoria Melhor Filme Internacional no 96º Oscar.

## Sinopse
Román e Morán são funcionários de uma pequena agência bancária em Buenos Aires. Com o único intuito de deixar para trás uma rotina que os afunda dia após dia numa existência cada vez mais cinzenta, Morán, em colaboração com o seu sócio, executa um plano ousado: roubar do banco uma quantia em dinheiro equivalente a todos os salários que eles ganhariam até se aposentarem. Os dois amigos continuam a executar o plano até às últimas consequências.

## Elenco
- Esteban Bigliardi como Román
- Daniel Elías como Morán
- Margarita Molfino como Norma
- Mariana Chaud como Marianela
- Gabriela Saidón como Flor
- Cecilia Rainero como Morna
- Javier Zoro como Ramón
- Lalo Rotavería como Isnardi
- Iair Said como Barrientos
- Fabian Casas como Maestro
- Adriana Aizemberg como cliente do banco
- Laura Paredes como Laura Ortega
- Germán De Silva como Del Toro/Garrincha

## Produção
Los delincuentes foi produzido pela Wanka Cine (Argentina), coproduzido por Les Films Fauves (Luxemburgo), Sancho&Punta (Brasil), Jirafa Films (Chile), Jaque Productosra (Argentina) e Rizoma Films (Argentina). Filmado em locações em Buenos Aires e Córdoba, a história do filme é vagamente inspirada em Apenas un delincuente, filme policial argentino dirigido por Hugo Fregonese (1949).

## Estreia

### Recepção da crítica
De acordo com o site de agregação de resenhas Rotten Tomatoes, Los delincuentes tem um índice de aprovação de 87% com base em 31 resenhas, com uma classificação média de 7,6/10. No Metacritic, o filme tem uma média ponderada de 84/100 com base em 10 críticas, indicando "aclamação universal".
Da mídia britânica The Guardian, o filme recebeu nota perfeita de 5 estrelas em 5 comentando sobre ele: "Se Pedro Almodóvar e Éric Rohmer se unissem para compor um longo e sinuoso filme de assalto, poderia ser assim, mas há algo na extravagância do filme que torna muito difícil encaixá-lo no gênero assalto, ou em qualquer gênero. (...) Pode tornar-se um clássico cult."
Segundo o site americano Variety, o filme está entre os 12 melhores filmes estreados na 76ª edição do Festival de Cinema de Cannes. Em top semelhante, a revista americana Rolling Stone colocou-o no seu top 10 dos mais vistos do festival, incluindo outro filme argentino (Eureka de Lisandro Alonso). A revista Hollywood Reporter fez o mesmo ao incluir Los Delincuentes entre os 20 melhores filmes de Cannes 2023, o site IndieWire ao colocá-lo em seu Top 14, e a revista britânica Screen Daily ao incluí-lo em seu Top 12 dos melhores vistos no concurso francês.

### Distribuição
Após sua estreia no Festival de Cinema de Cannes de 2023, o filme foi adquirido pela MUBI, para lançamento nos Estados Unidos, Canadá, Reino Unido, Irlanda, Itália, Países Baixos, Turquia, Índia e América Latina. Por sua vez, a Magnolia International, agente de vendas internacionais, fechou distribuições em Espanha (Filmin), Grécia (Weirdwave), Taiwan (Filmware), China (Hugoeast), Médio Oriente (Golfo), Portugal (Leopard Filmes), Israel (New Cinema) e direitos aéreos através da companhia aérea Anuvu. Na Argentina e no Brasil, foi lançado nos cinemas em 26 de outubro de 2023.

## Prêmios e indicações
| Prêmio                                      | Data da cerimônia     | Categoria                                              | Destinatário(s)  | Resultado | Ref.          |
| ------------------------------------------- | --------------------- | ------------------------------------------------------ | ---------------- | --------- | ------------- |
| Festival de Cinema de Cannes                | 26 de maio de 2023    | Un Certain Regard                                      | Rodrigo Moreno   | Indicado  | [ 17 ] [ 18 ] |
| Festival de Cinema de Lima                  | 18 de agosto de 2023  | Melhor Foto                                            | Los Delincuentes | Indicado  | [ 19 ]        |
| Festival de Cinema de Lima                  | 18 de agosto de 2023  | Melhor Diretor                                         | Rodrigo Moreno   | Venceu    | [ 19 ]        |
| Festival de Cinema de Lima                  | 18 de agosto de 2023  | Prêmio do Júri da Crítica Internacional - Melhor Filme | Los Delincuentes | Venceu    | [ 19 ]        |
| Festival de Cinema de Lima                  | 18 de agosto de 2023  | Prêmio APRECI de Melhor Filme - Menção Honrosa         | Los Delincuentes | Venceu    | [ 19 ]        |
| Festival de Cinema de Gante                 | 21 de outubro de 2023 | Grande Prêmio de Melhor Filme                          | Los Delincuentes | Venceu    | [ 20 ]        |
| Festival Internacional de Cinema de Chicago | 22 de outubro de 2023 | Hugo de Ouro                                           | Los Delincuentes | Indicado  | [ 21 ]        |
| Festival Internacional de Cinema de Chicago | 22 de outubro de 2023 | Hugo de Prata                                          | Los Delincuentes | Venceu    | [ 22 ]        |